# نشانک پرچم

هشدار طوفان

نشانک پرچم می‌تواند به هر یک از روش‌های مختلف استفاده از پرچم برای ارسال پیام اشاره کند. یک پرچم ممکن است به‌تنهایی دارای معنا باشد؛ همچنین می‌توان با ترکیب دو یا چند پرچم و تغییر موقعیت نسبی‌ها آن‌ها، پیام را تعیین کرد. این شیوه پیش از اختراع رادیو امکان برقراری ارتباط از راه دور را فراهم می‌کرد و هنوز هم به ویژه در ارتباط با کشتی‌ها از آن استفاده می‌شود.